# Roztocze Nationalpark
Roztocze Nationalpark (polsk: Roztoczański Park Narodowy) er en nationalpark i Lublin Voivodeship i det sydøstlige Polen. Den beskytter de mest værdifulde naturområder i den midterste del af Roztocze-området. Dens nuværende størrelse er 84,83 km², hvoraf skovene udgør 81,02 km² og strengt beskyttede områder 8,06 km². Parken har sit hovedkvarter i byen Zwierzyniec .

## Historie
Områdets historie er tæt forbundet med Zamoyskifamiliens ejendom, som blev grundlagt i 1589.
Begyndelsen af naturbeskyttelse i regionen dateres til 1934, da Bukowa Góra Reservatet blev oprettet (nu er det et strengt beskyttet område). I 1938 blev der for første gang i Polen udstedt et lovforslag om at rovfugle på Zamoyskifamiliens ejendom var beskyttet. Parken blev oprettet af områder fra statsskove i distrikterne Kosobudy og Zwierzyniec.
Området i nationalparken og tilstødende områder var skueplads for adskillige slag under det polske januaroprør og begge verdenskrige. Tragiske erindringer fra disse tider er på kirkegårde i Zwierzyniec og andre steder.
Roztocze National Park blev oprettet i 1974 og dækkede oprindeligt et område på 48,01 km². Parkens ledelse er i det restaurerede hus for den tidligere herregård Zamoyski i Zwierzyniec.

## Geografi
Parken er beliggende i den maleriske Roztocze Środkowe-region i den øvre del af Wieprz-floddalen. Disse dele adskiller Lublin-højlandet (polsk: Wyżyna Lubelska ) fra Sandomierz-dalen (polsk: Kotlina Sandomierska ). To bifloder til Wieprz har deres udspring i nationalparken: Szum (2,5 km) og Świerszcz (7,5 km).
Roztoczański National Park har unikke træformationer. Der er mere end 400 gamle træer der benævnt "naturmonumenter" samt nogle af de største graner i hele Polen (op til 50 meter høje). Turister kan vælge at bruge fem vandrestier eller en dedikeret cykelsti.

## Dyreliv
Blandt pattedyr, der bor i parken, er kronhjorte, rådyr, vildsvin, rød ræv, ulv og grævling . I 1979 blev europæiske bævere genindført, og nu trives kolonier af pattedyret i Wieprz-dalen. I 1982 blev der udsat polske konikponyer her.
Der er blevet registreret omkring 190 fuglearter, herunder ørne, storke og spætter . Krybdyr er repræsenteret af firben, hugorme og snoge samt den truede europæisk sumpskildpadde . Insektfaunaen er interessant, med mere end 2000 arter.

## Galleri
|                                     |
| Konikponyer i Roztocze Nationalpark |

|                                |
| Polske ponyer, a.k.a. "koniki" |

|                                                       |
| Hovedkvarteret for Roztocze Nationalpark, Zwierzyniec |

|                                                  |
| Pigespejdere foran den katolske kirke i Łosiniec |